# ایوانو کومبا
ایوانو کومبا (انگلیسی: Ivano Comba; ۲۴ اوت ۱۹۶۰ – ۲ فوریهٔ ۲۰۲۲) بازیکن فوتبال اهل ایتالیا بود.
از باشگاه‌هایی که در آن بازی کرده‌است می‌توان به باشگاه فوتبال ترنانا، باشگاه فوتبال اسپتزیا، باشگاه فوتبال یوونتوس، باشگاه فوتبال پیاچنزا، و باشگاه فوتبال اسپال اشاره کرد.